# 中国人民解放军空军第九航空学校
中国人民解放军空军第九航空学校，简称空军第九航空学校，是曾经存在的一所空军飞行类军事高等院校，隶属中国人民解放军空军。

## 沿革
- 1967年2月，根据空军指示，由刘华弼、曹升林、谢澄宇组成中国人民解放军空军第十五航空学校筹建领导小组，代号空字五五〇部队[1]。
- 1967年5月，经中国人民解放军总参谋部批准，正式更名中国人民解放军空军第九航空学校，代号空字一三〇部队。校部和第三训练团驻湖北省老河口[1]。（同时，原中国人民解放军空军第九航空学校更名中国人民解放军第二航空机务学校）
- 1968年9月4日，第三训练团第一期学员开飞[1]。
- 1985年8月，根据中央军委决定，撤销空军第九航空学校，原驻河南许昌的第一训练团归编空军第五飞行学院，原驻河南长葛的第二训练团编余人员归编济南军区空军；原驻湖北老河口的第三训练团的干部由空军统一调配[1]。
- 1985年，撤销武汉军区空军，将原武汉军区空军并入广州军区空军。1986年1月，广州军区空军指示，成立中国人民解放军空军第九航空学校善后办公室，善后办公室由原空军第九航空学校政治委员朱守用任主任。1986年12月，广州军区空军指示撤销了空军第九航空学校善后办公室。1987年1月，广州军区空军指示将原空军第九航空学校善后办公室编余人员归编航空兵二十七师光化场站管理，将原空军第九航空学校第三训练团场站升格为乙种场站（正团级）[1]。

## 历任领导
| 校长 - 王培录（1968年5月—？） - 张集合（1980年7月—1985年8月） | 政治委员 - 赵云隆（1968年5月—） - 倪奎蓬（？—？） - 朱守用（？—1985年8月） |

善后办公室主任
- 朱守用（1986年1月—1986年12月）[1]